# Króliczek (film)
Króliczek (ang. The House Bunny) – amerykański film komediowy z 2008 roku, w reżyserii Freda Wolfa.

## Fabuła
Shelley, króliczek Playboya, przez podstęp Cassandry zostaje wyrzucona z rezydencji Hefnera. Dziewczyna zmuszona jest zamieszkać w domu studentek z korporacji Zeta. Gdy dom staje przed widmem zamknięcia zaczyna walczyć o jego uratowanie.

## Obsada
- Anna Faris – Shelley
- Hugh Hefner – jako on sam
- Emma Stone – Natalie
- Kat Dennings – Mona
- Katharine McPhee – Harmony
- Kiely Williams – Lily
- Monet Mazur – Cassandra
- Rumer Willis – Joanne
- Dana Goodman – Carrie Mae
- Colin Hanks – Oliver
- Owen Benjamin – Marvin
- Nick Swardson – Fotograf
- Lauren Hill – Lauren
- Sarah Wright – Ashley
- Rachel Specter – Courtney
- Richard Blake – Justin
- Matt Barr – Tyler
- Alex Spencer – Shopper
- Beverly D’Angelo – Pani Hagstrom

## Opinie krytyków
- Film otrzymał w większości negatywne oceny; serwis Rotten Tomatoes na podstawie opinii ze 122 recenzji przyznał mu wynik 42%[1].